# Phlyctainophora squali
Phlyctainophora squali är en rundmaskart. Phlyctainophora squali ingår i släktet Phlyctainophora och familjen Philometridae. Inga underarter finns listade i Catalogue of Life.